# Campeonato Mundial de Atletismo em Pista Coberta de 2010 - Salto com vara feminino
A prova do salto com vara feminino do Campeonato Mundial de Atletismo em Pista Coberta de 2010 foi disputada entre 12 e 14 de março no ASPIRE Dome, em Doha.

## Recordes
Antes desta competição, os recordes mundiais e do campeonato nesta prova eram os seguintes:
| Tipo                  | Atleta            | Marca  | Local     | Data                    |
| --------------------- | ----------------- | ------ | --------- | ----------------------- |
|                       | Yelena Isinbayeva | 5,00 m | Donetsk   | 15 de fevereiro de 2009 |
| Recorde do campeonato | Yelena Isinbayeva | 4,86 m | Budapeste | 6 de março de 2004      |

## Medalhistas
| Ouro                | Prata                    | Bronze              |
| Fabiana Murer (BRA) | Svetlana Feofanova (RUS) | Anna Rogowska (POL) |

## Resultados

### Eliminatórias
Estes são os resultados das eliminatórias. As 18 atletas inscritas foram reunidas em um grupo único, se classificando para a final todas as que atingissem 4,60 metros (Q) ou, no mínimo, oito atletas com as melhores marcas (q).
| Pos. | Atleta                     | 4.20 | 4.35 | 4.45 | 4.55 | Res.     | Notas                |
| ---- | -------------------------- | ---- | ---- | ---- | ---- | -------- | -------------------- |
| 1    | RUS Yelena Isinbayeva      | -    | -    | -    | xxo  | 4.55 (q) |                      |
| 2    | BRA Fabiana Murer          | -    | -    | o    |      | 4.45 (q) |                      |
| 2    | GRE Nikoléta Kiriakopoúlou | o    | o    | o    |      | 4.45 (q) |                      |
| 2    | RUS Svetlana Feofanova     | -    | -    | o    |      | 4.45 (q) |                      |
| 5    | CAN Kelsie Hendry          | -    | o    | xo   |      | 4.45 (q) |                      |
| 5    | POL Anna Rogowska          | -    | -    | xo   |      | 4.45 (q) |                      |
| 7    | CZE Jiřina Ptáčníková      | o    | o    | xxo  | -    | 4.45 (q) |                      |
| 8    | GER Kristina Gadschiew     | o    | o    | xxx  |      | 4.35 (q) |                      |
| 9    | GBR Kate Dennison          | xo   | o    | xxx  |      | 4.35     |                      |
| 9    | ITA Elena Scarpellini      | xo   | o    | xxx  |      | 4.35     |                      |
| 11   | GRE Afrodíti Skafída       | o    | xxo  | xxx  |      | 4.35     |                      |
| 11   | USA Chelsea Johnson        | -    | xxo  | xxx  |      | 4.35     |                      |
| 13   | CYP Marianna Zachariadi    | xxo  | xxo  | xxx  |      | 4.35     | Recorde da temporada |
| 14   | CHN Li Caixia              | o    | xxx  |      |      | 4.20     | Recorde da temporada |
| 15   | CZE Pavla Rybová           | xo   | xxx  |      |      | 4.20     |                      |
| 16   | CHN Li Ling                | xxo  | xxx  |      |      | 4.20     |                      |
|      | GER Carolin Hingst         | -    | -    | xxx  |      | NM       |                      |
|      | USA Lacy Janson            | -    | xxx  |      |      | NM       |                      |

### Final
Estes são os resultados da final:
| Pos.              | Atleta                     | 4.30 | 4.40 | 4.50 | 4.60 | 4.65 | 4.70 | 4.75 | 4.80 | 4.85 | Res. | Notas                |
| ----------------- | -------------------------- | ---- | ---- | ---- | ---- | ---- | ---- | ---- | ---- | ---- | ---- | -------------------- |
| Medalha de ouro   | BRA Fabiana Murer          | -    | -    | o    | o    | -    | o    | xxo  | o    | xxx  | 4.80 |                      |
| Medalha de prata  | RUS Svetlana Feofanova     | -    | o    | -    | o    | -    | o    | -    | xo   | xxx  | 4.80 | Recorde da temporada |
| Medalha de bronze | POL Anna Rogowska          | -    | o    | -    | xxo  | -    | xo   | xxx  |      |      | 4.70 |                      |
| 4                 | RUS Yelena Isinbayeva      | -    | -    | -    | o    | -    | -    | xxx  |      |      | 4.60 |                      |
| 5                 | CZE Jiřina Ptáčníková      | o    | o    | o    | xo   | xxx  |      |      |      |      | 4.60 | Recorde pessoal      |
| 5                 | CAN Kelsie Hendry          | -    | xxo  | xo   | xxx  |      |      |      |      |      | 4.50 |                      |
| 7                 | GER Kristina Gadschiew     | o    | o    | xxx  |      |      |      |      |      |      | 4.40 |                      |
|                   | GRE Nikoléta Kiriakopoúlou | xxx  |      |      |      |      |      |      |      |      | NM   |                      |

Legenda
| Recorde mundial       | Recorde mundial (World record)               |                       | Recorde africano                      | Recorde africano (African) |                                           | Q | Classificado por posição (Qualified) |
| Recorde do campeonato | Recorde do campeonato (Championship record)  | Recorde da América    | Recorde da América (Americas)         | q                          | Classificado por melhor tempo (Qualified) |   |                                      |
| Melhor marca do ano   | Melhor marca do ano (World leading)          | Recorde asiático      | Recorde asiático (Asian)              | DNS                        | Não largou (Did not start)                |   |                                      |
| Recorde nacional      | Recorde nacional (National record)           | Recorde europeu       | Recorde europeu (European)            | DNF                        | Não terminou (Did not finish)             |   |                                      |
| Recorde pessoal       | Recorde pessoal do atleta (Personal best)    | Recorde da Oceania    | Recorde da Oceania (Oceania)          | DSQ / DQ                   | Desclassificado (Disqualified)            |   |                                      |
| Recorde da temporada  | Recorde da temporada do atleta (Season best) | Recorde sul-americano | Recorde sul-americano (South America) | NM                         | Sem marca (No mark)                       |   |                                      |